# Polygrammodes eaclealis
Polygrammodes eaclealis là một loài bướm đêm trong họ Crambidae.